# Gabinet lorda Wilmingtona
Gabinet lorda Wilmingtona – działał pod przewodnictwem lorda Wilmingtona w latach 1742–1743. Jednak faktycznym kierownikiem gabinetu był minister północnego departamentu lord Carteret.

## Skład gabinetu
| Urząd                              | Imię i nazwisko      | Portret                           | Kadencja  |
| ---------------------------------- | -------------------- | --------------------------------- | --------- |
| Pierwszy lord skarbu               | hrabia Wilmington    |                                   | 1742–1743 |
| Lord kanclerz                      | Philip Yorke         |                                   | 1742–1743 |
| Lord tajnej pieczęci               | John Leveson-Gower   | Baron Gower, lord tajnej pieczęci | 1742–1743 |
| Lord przewodniczący Rady           | William Stanhope     |                                   | 1742–1743 |
| Minister północnego departamentu   | John Carteret        |                                   | 1742–1743 |
| Minister południowego departamentu | Thomas Pelham-Holles |                                   | 1742–1743 |
| Kanclerz skarbu                    | Samuel Sandys        |                                   | 1742–1743 |
| Kanclerz Księstwa Lancaster        | George Cholmondeley  |                                   | 1742      |
| Kanclerz Księstwa Lancaster        | Richard Edgcumbe     |                                   | 1742–1743 |
| Generał artylerii                  | John Montagu         |                                   | 1742–1743 |
| Pierwszy lord Admiralicji          | Daniel Finch         |                                   | 1742–1743 |
| Płacmistrz armii                   | Henry Pelham         |                                   | 1742–1743 |